# Boudewijn IV van Guînes
Boudewijn IV van Guînes (overleden in 1293) was van 1283 tot aan zijn dood graaf van Guînes. Hij behoorde tot het huis Gent.

## Levensloop
Boudewijn IV was de zoon van graaf Arnoud III van Guînes en Alix, dochter van heer Engelram III van Coucy.
In 1283 volgde hij zijn vader op als burggraaf van Broekburg  en heer van Ardres, Ouderwijk en Bredenarde. Zijn vader had het graafschap Guînes in 1282 verkocht aan koning Filips III van Frankrijk, waardoor Boudewijn zich tevreden moest stellen met de titel van graaf van Guînes. Hij deed verschillende pogingen om het graafschap Guînes terug te bemachtigen, maar dit mislukte.
Boudewijn IV stierf in 1293. Omdat hij slechts twee dochters had, werd hij als graaf van Guînes opgevolgd door zijn schoonzoon, graaf Jan II van Eu.

## Huwelijk en nakomelingen
Boudewijn was gehuwd met Johanna, dochter van heer Matheus III van Montmorency. Ze kregen twee dochters:
- Johanna (overleden in 1332), huwde met graaf Jan II van Eu
- Blanca